# Усачи-краснокрылы
Краснокрылы (лат. Purpuricenus) — род жуков из семейства Усачи (Cerambycidae).

## Описание
Тело умеренно большое, умеренно длинное, довольно широкое. Надкрылья по большей части красные или желтые с черным рисунком.
Голова небольшая, с заметно удаленными от основания верхних челюстей глазами. Верхние челюсти короткие. Лоб вертикальный, поперечный. Глаза достаточно глубоко выемчатые. Усики длинные, достаточно тонкие, сильно уменьшены к вершине, у самцов по большей части гораздо (до двух раз) длиннее тела, у самок нередко слегка короче его. Переднеспинка поперечная, обычно с хорошо развитым бугорком на боковом краю, нередко сильно и остро вытянутым, иногда шиловидным на вершине. Надкрылья умеренно длинные, параллельные или слегка расширенные у вершины, достаточно выпуклые или почти плоские, на вершине закруглены. Ноги довольно толстые, бедра умеренно и постепенно утолщенные, задние бедра только изредка заходят за вершину надкрылий.

## Ареал
В состав рода входит около 48 видов, свойственных преимущественно северному полушарию. В Палеарктике род представлен примерно 13 видами, из которых только два вида (Purpuricenus kaehleri и Purpuricenus budensis) широко распространены в средней Европе, остальные же виды свойственны почти исключительно Средиземноморью. В эфиопской зоне встречаются около 7 видов, в австралийской и неарктической фауне род представлен тремя видами в каждой, из Центральной Америки известен только 1 вид. В фауне бывшего СССР род представлен 5 видами. Виды рода отсутствует в Средней Азии, на всем протяжении Сибири, кроме местностей, граничащих с Кореей.

## Виды
В составе рода около 48 видов.

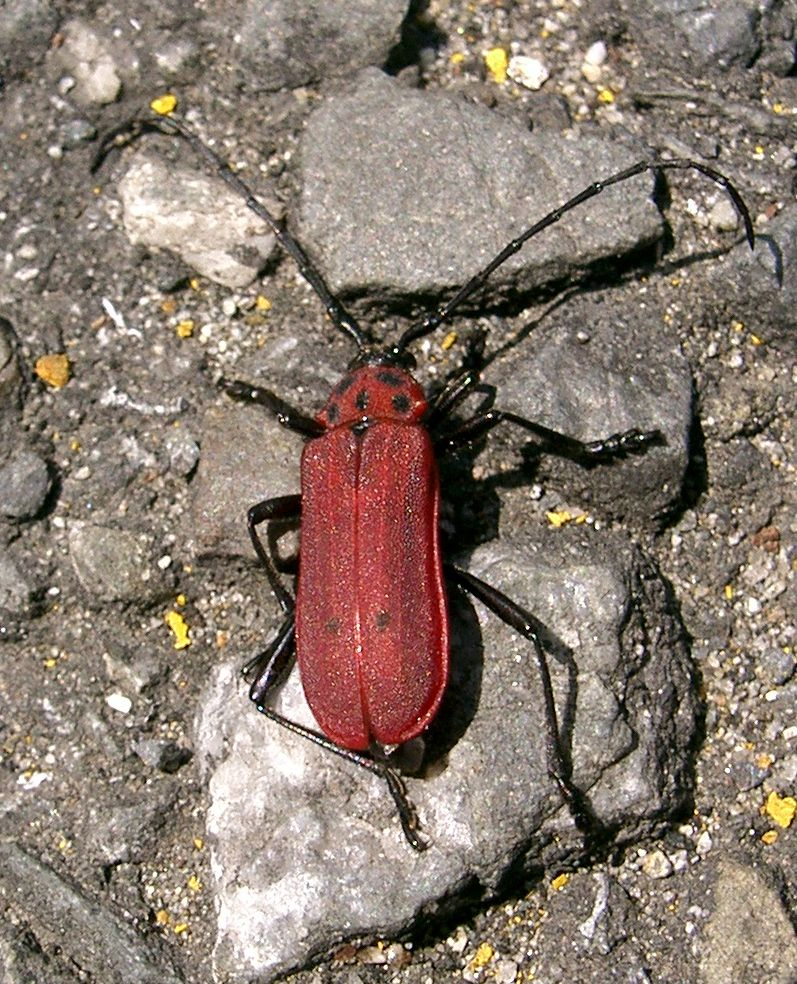
Purpuricenus temminckii

- Purpuricenus axillaris Haldeman, 1847
- Purpuricenus barbarus Lucas, 1849
- Purpuricenus budensis (Götz, 1783)
- Purpuricenus caucasicus Pic, 1902
- Purpuricenus cornifrons Sabbadini & Pesarini, 1992
- Purpuricenus dalmatinus Sturm, 1843
- Purpuricenus decorus Olivier, 1795
- Purpuricenus desfontainii (Fabricius, 1793)
- Purpuricenus deyrollei Thomson, 1867
- Purpuricenus dimidiatus LeConte, 1884
- Purpuricenus duchaussoyi (Théry, 1894)
- Purpuricenus ferrugineus Fairmaire, 1851
- Purpuricenus foraminifer Pesarini & Sabbadini, 1997
- Purpuricenus frommi Kuntzen, 1915
- Purpuricenus globulicollis Mulsant, 1839
- Purpuricenus goetzei Kuntzen, 1915
- Purpuricenus graecus Slama, 1993
- Purpuricenus haussknechti Witte, 1871
- Purpuricenus humeralis (Fabricius, 1798)
- Purpuricenus indus Semenov, 1908
- Purpuricenus innotatus Pic, 1910
- Purpuricenus kaehleri (Linnaeus, 1758)
- Purpuricenus laetus (Thomson, 1864)
- Purpuricenus linsleyi Chemsak, 1961
- Purpuricenus lituratus Ganglbauer, 1886
- Purpuricenus longevittatus Pic, 1941
- Purpuricenus malaccensis (Lacordaire, 1869)
- Purpuricenus montanus White, 1853
- Purpuricenus nabateus Sama, 1999
- Purpuricenus nanus Semenov, 1907
- Purpuricenus neocaucasicus Rapuzzi et Sama, 2013
- Purpuricenus nicocles Schaufuss, 1871
- Purpuricenus nigronotatus Pic, 1907
- Purpuricenus nudicollis von Demelt, 1968
- Purpuricenus opacus (Knull, 1937)
- Purpuricenus optabilis Holzschuh, 1984
- Purpuricenus paraxillaris MacRae, 2000
- Purpuricenus quadrinotatus (White, 1846)
- Purpuricenus renyvonae Slama, 2001
- Purpuricenus sanguinolentus (Olivier, 1795)
- Purpuricenus sasanus Kadlec, 2006
- Purpuricenus schaiblei (Nonfried, 1892)
- Purpuricenus schurmanni Sláma, 1985
- Purpuricenus sideriger Fairmaire, 1888
- Purpuricenus spectabilis Motschulsky, 1857
- Purpuricenus talyshensis Reitter, 1891
- Purpuricenus temminckii (Guérin-Méneville, 1844)
- Purpuricenus tommasoi Sama, 2001
- Purpuricenus tscherepanovae Tsherepanov, 1980
- Purpuricenus wachanrui Levrat, 1858
- Purpuricenus wiensckii (Vollenhoven, 1871)